# 蓋州站
盖州站位于中华人民共和国遼寧省營口市盖州市西城街道，经过铁路有沈大铁路，为沈阳局集团鞍山车务段管辖的三等站。车站于1903年启用，原名盖平站、盖县站，2000年站名由盖县改为盖州站。车站设有正线2条（均靠近站台）、到发线3条（其中1条靠近站台）、货物线4条（其中2条为贯通式）。
车站站前广场南侧铁路职工家属区内设有营口市文物保护单位“盖州日式建筑群”和“盖州俄式建筑群”。